# Helena Guttormsdotter
Helena Guttormsdotter, död efter år 1205, var en svensk stormannadotter och frilla till den danske kungen Valdemar Sejr. 

## Biografi
Helena var dotter till den svenska jarlen Guttorm jarl. Hon gifte sig med den danske stormannen Esbern Snare i hans tredje äktenskap och blev mor till Ingeborg Esbernsdatter av Kalundborg. Vid Snares död 1204 hade hon ett förhållande med kung Valdemar Sejr och blev mor till Knut Valdemarsson av Danmark. Förhållandet med Valdemar avslutades då han gifte sig med Dagmar av Böhmen 1205. Helena tycks ha återvänt till Sverige, där hon grundade Vår Frus kapell vid Linköpings domkyrka med tillhörande prebende. Hon efterlämnade också gods i Sverige till sin son. 